# Lynx (animal)
Lynx es un género de mamíferos carnívoros de la familia Felidae coloquialmente conocidos como linces. Se conocen cuatro especies caracterizadas por su tamaño medio, fuertes patas, largas orejas, cola corta y cuerpo más o menos moteado. Todas las especies habitan exclusivamente en el Hemisferio Norte, en Eurasia y Norteamérica (de donde parecen ser originarios). El llamado lince africano (Caracal caracal), que habita en África y gran parte de Asia Central y Occidental, es en realidad un felino escasamente emparentado que guarda algunas semejanzas externas con los representantes del género Lynx fruto de la convergencia evolutiva, como son su cola, excepcionalmente corta (poco más que un simple muñón), y sus grandes orejas, coronadas por largos penachos de pelo negro en la punta que sirven para incrementar su, ya de por sí, gran audición. También existen unos característicos mechones de pelo largo en las mejillas.

## Morfología

### Cuerpo

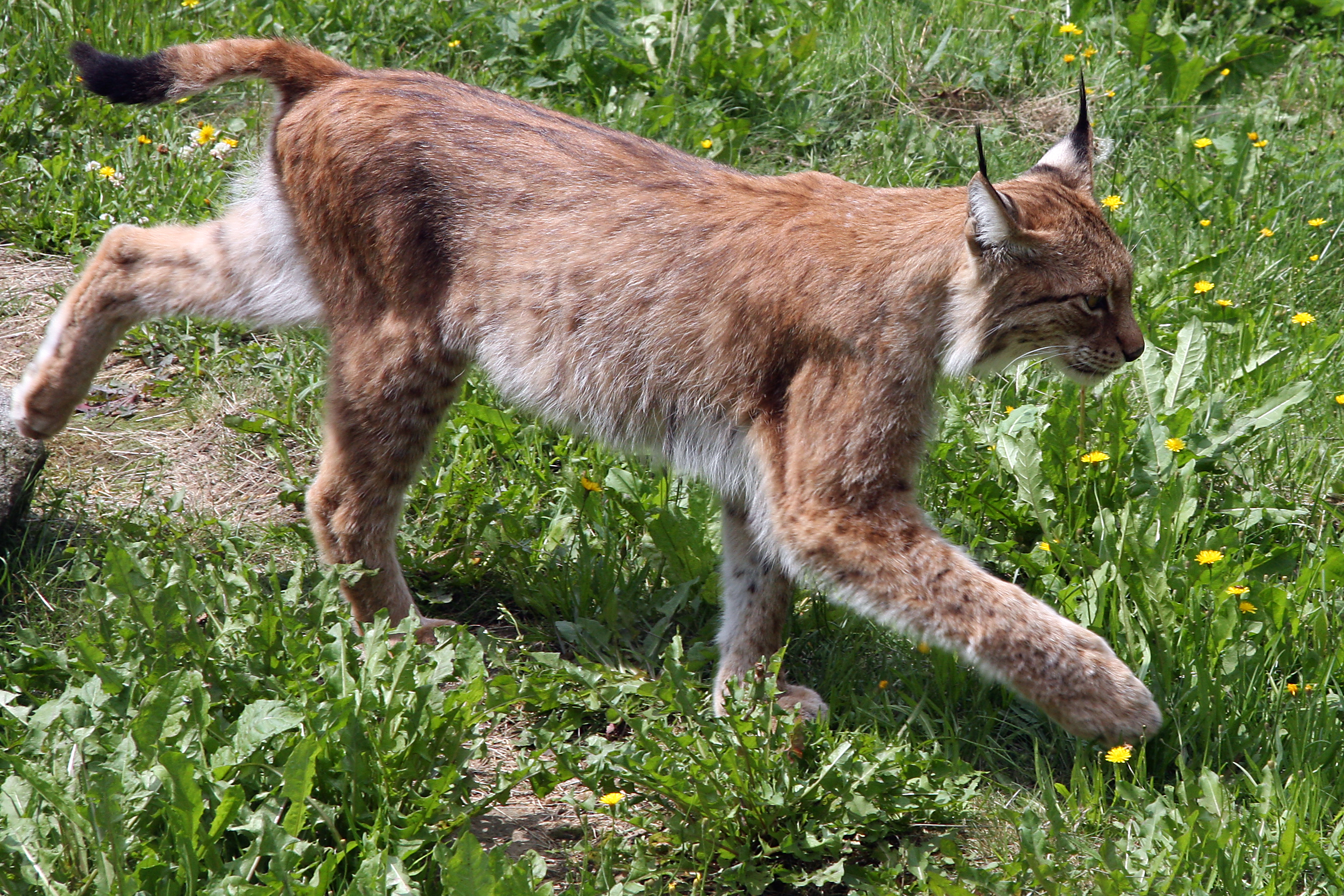
Los linces tienen una silueta distintiva con sus colas cortas y patas largas. Aquí, Lince boreal de un zoo sueco.

El físico altamente reconocible de los linces difícilmente puede confundirse con los miembros de cualquier otro género de los felinos, con la posible excepción del caracal. El cuerpo se caracteriza por un andar oscilante debido a sus extremidades posteriores muy desarrolladas, lo cual es una peculiaridad del género, ya que los felinos suelen tener una parte delantera más poderosa. Las patas son largas y voluminosas en comparación con el resto del cuerpo; se trata de una adaptación para desplazarse por la nieve : las patas largas facilitan la salida de un grueso manto de nieve y los pies muy anchos actúan como raquetas para nieve para no hundirse en ella.·. Además, la anchura de las almohadillas amortigua el sonido de las pisadas y garantiza una marcha completamente silenciosa. Los linces ejercen muy poca presión sobre el suelo, incluso en comparación con otros carnívoros: por ejemplo, el lince boreal ejerce tres veces menos presión sobre el suelo que el gato montés (Felis silvestris) y esta proporción se estima entre 4,1 y 8,8 para el lince canadiense y el coyote (Canis latrans). La huella del lince, tan larga como ancha, se parece a la del gato doméstico. La huella es casi recta, sobre todo cuando caminan
La cola es corta, como truncada, y termina en una manga; apenas mide entre 20 y 25 cm de largo. El tamaño total varía entre especies, pero se mantiene en las mismas proporciones: sólo el lince boreal se diferencia en que su tamaño puede llegar a ser el doble que el de las otras especies. El dimorfismo sexual es significativo: los machos son, de media, una cuarta parte más grandes que las hembras
La cantidad de manchas y el color del pelaje de los linces varía según la especie y la latitud. Se reconocen cuatro tipos de pelaje: moteado, rayado, liso y con ocelos. Cada individuo tiene una disposición particular de marcas. De las cuatro especies de lince, el lince ibérico tiene un pelaje muy manchado, mientras que el lince canadiense tiene pocas manchas o ninguna, en parte porque su largo pelaje tiende a suavizar las marcas. En el norte, el pelaje del lince suele ser gris, mientras que en el sur tiende al rojo. Por regla general, las mejillas, el vientre, el interior de las patas, la barbilla y el contorno de los ojos son de color crema. El lince canadiense y el lince boreal tienen un pelaje especialmente denso, sobre todo en el lomo, donde la concentración de pelos llega a 9000 pelos/cm2 en comparación con 4600 en el vientre; también hay doce o trece pelos de calcetín por cada pelo de tarro
|                   | Lince boreal   | Lince canadiense | Lince ibérico | Lince rojo     |
| Longitud          | De 77 a 135 cm | De 85 a 114 cm   | 85 a 110 cm   | De 76 a 124 cm |
| Altura a la cruz' | 65 a 75 cm     | 60 a 65 cm       | 42 a 47 cm    | 45 a 68 cm     |
| Peso              | De 9 a 35 kg   | De 8 a 14 kg     | De 9 a 13 kg  | De 6 a 13 kg   |

### Cabeza

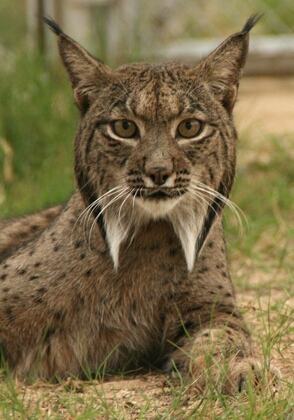
La cabeza de un lince tiene orejas triangulares rematadas con pinceles negros y patillas alrededor de las mejillas.

La cabeza del lince, de forma redondeada y sobre un cuello corto, también es bastante característica. Las orejas son triangulares, largas y adornadas con un mechón de pelo negro llamado "cepillo". Estos cepillos en las orejas sólo se encuentran en especies del género Lynx y también en el caracal, el gato de los pantanos y ciertas razas de gato. Puede que esto ayude a captar la dirección del viento. Los pelos largos a lo largo de las mejillas, llamados "patillas", forman una gola que les da un aspecto ligeramente regordete. Se ha discutido la utilidad de la forma de la cara del lince, en particular de los cepillos de las orejas. Matjuschkin propuso una analogía con la cara del búho, que es muy redonda, con pequeñas plumas verticales en la cabeza: se cree que las patillas que rodean las mejillas del lince forman un espejo parabólico que ayuda a captar los sonidos, mientras que los cepillos mejoran la localización del sonido.
Una característica de los linces es que sólo tienen 28 dientes en lugar de los treinta habituales en los felinos: sólo tienen dos premolares en la mandíbula superior, lo que es una característica del género Lynx. El acortamiento de las mandíbulas conduce a un aumento de la potencia de la mordida. Dentro del género Lynx, sólo el lince boreal puede tener un diente supernumerario. El diente lactato de los linces no incluye molar, el orden de aparición de los dientes es canino - incisivo - premolar, luego, para la dentición final incisivo - canino - premolar - molar.

### Habilidades físicas
Como todos los felinos, los linces tienen una visión muy sensible con poca luz y una detección de movimientos muy precisa. El olfato es potente, pero sólo lo utilizan para la comunicación intraespecífica (marcar el territorio por ejemplo) y nunca para cazar, como ocurre con los cánidos. Las vibrisas, a menudo llamadas "bigotes", se encuentran en el hocico, encima de los ojos, en las mejillas y en las patas: como en todos los felinos, son un órgano táctil muy sensible. Los linces no reaccionan a la hierba gatera en cautividad, pero se sienten atraídos por su olor en libertad.
Pueden nadar cuando lo necesitan y son excelentes saltadores y escaladores, gracias a que sus extremidades traseras están especialmente bien adaptadas para saltar. Los linces cautivos, por ejemplo, han escapado saltando por encima de tres a cuatro metros. Como todos los felinos, los linces son muy malos corredores de larga distancia. Esta baja resistencia puede estar correlacionada con el pequeño tamaño del corazón: el peso del corazón de un lince representa sólo entre el 3,4 y el 6,4% de su masa total. En comparación, esta proporción es del 0,43% en los humanos. Los linces utilizan tres andares: el paso, que es el andar más utilizado, el trote y el rebote.

## Especies
Se han descrito las siguientes especies:
- Lynx canadensis - lince canadiense
- Lynx lynx - lince boreal o eurasiático
- Lynx pardinus - lince ibérico
- Lynx rufus - lince rojo

## Filogenia
Cladogramas según O'Brien y Johnson:
|  | Puma, Acinonyx                                                     |
|  |                                                                    |
|  | \| \| Prionailurus, Otocolobus \| \| \| \| \| \| Felis \| \| \| \| |
|  |                                                                    |
|  | Prionailurus, Otocolobus                                           |
|  |                                                                    |
|  | Felis                                                              |
|  |                                                                    |

|  | Prionailurus, Otocolobus |
|  |                          |
|  | Felis                    |
|  |                          |

|  | Puma, Acinonyx                                                     |
|  |                                                                    |
|  | \| \| Prionailurus, Otocolobus \| \| \| \| \| \| Felis \| \| \| \| |
|  |                                                                    |
|  | Prionailurus, Otocolobus                                           |
|  |                                                                    |
|  | Felis                                                              |
|  |                                                                    |

|  | Prionailurus, Otocolobus |
|  |                          |
|  | Felis                    |
|  |                          |

|  | Puma, Acinonyx                                                     |
|  |                                                                    |
|  | \| \| Prionailurus, Otocolobus \| \| \| \| \| \| Felis \| \| \| \| |
|  |                                                                    |
|  | Prionailurus, Otocolobus                                           |
|  |                                                                    |
|  | Felis                                                              |
|  |                                                                    |

|  | Prionailurus, Otocolobus |
|  |                          |
|  | Felis                    |
|  |                          |

|  | Puma, Acinonyx                                                     |
|  |                                                                    |
|  | \| \| Prionailurus, Otocolobus \| \| \| \| \| \| Felis \| \| \| \| |
|  |                                                                    |
|  | Prionailurus, Otocolobus                                           |
|  |                                                                    |
|  | Felis                                                              |
|  |                                                                    |

|  | Prionailurus, Otocolobus |
|  |                          |
|  | Felis                    |
|  |                          |

|  | Puma, Acinonyx                                                     |
|  |                                                                    |
|  | \| \| Prionailurus, Otocolobus \| \| \| \| \| \| Felis \| \| \| \| |
|  |                                                                    |
|  | Prionailurus, Otocolobus                                           |
|  |                                                                    |
|  | Felis                                                              |
|  |                                                                    |

|  | Prionailurus, Otocolobus |
|  |                          |
|  | Felis                    |
|  |                          |

|  | Puma, Acinonyx                                                     |
|  |                                                                    |
|  | \| \| Prionailurus, Otocolobus \| \| \| \| \| \| Felis \| \| \| \| |
|  |                                                                    |
|  | Prionailurus, Otocolobus                                           |
|  |                                                                    |
|  | Felis                                                              |
|  |                                                                    |

|  | Prionailurus, Otocolobus |
|  |                          |
|  | Felis                    |
|  |                          |

|  | Puma, Acinonyx                                                     |
|  |                                                                    |
|  | \| \| Prionailurus, Otocolobus \| \| \| \| \| \| Felis \| \| \| \| |
|  |                                                                    |
|  | Prionailurus, Otocolobus                                           |
|  |                                                                    |
|  | Felis                                                              |
|  |                                                                    |

|  | Prionailurus, Otocolobus |
|  |                          |
|  | Felis                    |
|  |                          |

|  | Puma, Acinonyx                                                     |
|  |                                                                    |
|  | \| \| Prionailurus, Otocolobus \| \| \| \| \| \| Felis \| \| \| \| |
|  |                                                                    |
|  | Prionailurus, Otocolobus                                           |
|  |                                                                    |
|  | Felis                                                              |
|  |                                                                    |

|  | Prionailurus, Otocolobus |
|  |                          |
|  | Felis                    |
|  |                          |

|  | Puma, Acinonyx                                                     |
|  |                                                                    |
|  | \| \| Prionailurus, Otocolobus \| \| \| \| \| \| Felis \| \| \| \| |
|  |                                                                    |
|  | Prionailurus, Otocolobus                                           |
|  |                                                                    |
|  | Felis                                                              |
|  |                                                                    |

|  | Prionailurus, Otocolobus |
|  |                          |
|  | Felis                    |
|  |                          |

|  | Puma, Acinonyx                                                     |
|  |                                                                    |
|  | \| \| Prionailurus, Otocolobus \| \| \| \| \| \| Felis \| \| \| \| |
|  |                                                                    |
|  | Prionailurus, Otocolobus                                           |
|  |                                                                    |
|  | Felis                                                              |
|  |                                                                    |

|  | Prionailurus, Otocolobus |
|  |                          |
|  | Felis                    |
|  |                          |

|  | Puma, Acinonyx                                                     |
|  |                                                                    |
|  | \| \| Prionailurus, Otocolobus \| \| \| \| \| \| Felis \| \| \| \| |
|  |                                                                    |
|  | Prionailurus, Otocolobus                                           |
|  |                                                                    |
|  | Felis                                                              |
|  |                                                                    |

|  | Prionailurus, Otocolobus |
|  |                          |
|  | Felis                    |
|  |                          |

|  | Puma, Acinonyx                                                     |
|  |                                                                    |
|  | \| \| Prionailurus, Otocolobus \| \| \| \| \| \| Felis \| \| \| \| |
|  |                                                                    |
|  | Prionailurus, Otocolobus                                           |
|  |                                                                    |
|  | Felis                                                              |
|  |                                                                    |

|  | Prionailurus, Otocolobus |
|  |                          |
|  | Felis                    |
|  |                          |

|  | Puma, Acinonyx                                                     |
|  |                                                                    |
|  | \| \| Prionailurus, Otocolobus \| \| \| \| \| \| Felis \| \| \| \| |
|  |                                                                    |
|  | Prionailurus, Otocolobus                                           |
|  |                                                                    |
|  | Felis                                                              |
|  |                                                                    |

|  | Prionailurus, Otocolobus |
|  |                          |
|  | Felis                    |
|  |                          |

|  | Puma, Acinonyx                                                     |
|  |                                                                    |
|  | \| \| Prionailurus, Otocolobus \| \| \| \| \| \| Felis \| \| \| \| |
|  |                                                                    |
|  | Prionailurus, Otocolobus                                           |
|  |                                                                    |
|  | Felis                                                              |
|  |                                                                    |

|  | Prionailurus, Otocolobus |
|  |                          |
|  | Felis                    |
|  |                          |

|  | Puma, Acinonyx                                                     |
|  |                                                                    |
|  | \| \| Prionailurus, Otocolobus \| \| \| \| \| \| Felis \| \| \| \| |
|  |                                                                    |
|  | Prionailurus, Otocolobus                                           |
|  |                                                                    |
|  | Felis                                                              |
|  |                                                                    |

|  | Prionailurus, Otocolobus |
|  |                          |
|  | Felis                    |
|  |                          |

|  | Puma, Acinonyx                                                     |
|  |                                                                    |
|  | \| \| Prionailurus, Otocolobus \| \| \| \| \| \| Felis \| \| \| \| |
|  |                                                                    |
|  | Prionailurus, Otocolobus                                           |
|  |                                                                    |
|  | Felis                                                              |
|  |                                                                    |

|  | Prionailurus, Otocolobus |
|  |                          |
|  | Felis                    |
|  |                          |

|  | Puma, Acinonyx                                                     |
|  |                                                                    |
|  | \| \| Prionailurus, Otocolobus \| \| \| \| \| \| Felis \| \| \| \| |
|  |                                                                    |
|  | Prionailurus, Otocolobus                                           |
|  |                                                                    |
|  | Felis                                                              |
|  |                                                                    |

|  | Prionailurus, Otocolobus |
|  |                          |
|  | Felis                    |
|  |                          |

|  | Puma, Acinonyx                                                     |
|  |                                                                    |
|  | \| \| Prionailurus, Otocolobus \| \| \| \| \| \| Felis \| \| \| \| |
|  |                                                                    |
|  | Prionailurus, Otocolobus                                           |
|  |                                                                    |
|  | Felis                                                              |
|  |                                                                    |

|  | Prionailurus, Otocolobus |
|  |                          |
|  | Felis                    |
|  |                          |

|  | Puma, Acinonyx                                                     |
|  |                                                                    |
|  | \| \| Prionailurus, Otocolobus \| \| \| \| \| \| Felis \| \| \| \| |
|  |                                                                    |
|  | Prionailurus, Otocolobus                                           |
|  |                                                                    |
|  | Felis                                                              |
|  |                                                                    |

|  | Prionailurus, Otocolobus |
|  |                          |
|  | Felis                    |
|  |                          |

|  | Puma, Acinonyx                                                     |
|  |                                                                    |
|  | \| \| Prionailurus, Otocolobus \| \| \| \| \| \| Felis \| \| \| \| |
|  |                                                                    |
|  | Prionailurus, Otocolobus                                           |
|  |                                                                    |
|  | Felis                                                              |
|  |                                                                    |

|  | Prionailurus, Otocolobus |
|  |                          |
|  | Felis                    |
|  |                          |

|  | Puma, Acinonyx                                                     |
|  |                                                                    |
|  | \| \| Prionailurus, Otocolobus \| \| \| \| \| \| Felis \| \| \| \| |
|  |                                                                    |
|  | Prionailurus, Otocolobus                                           |
|  |                                                                    |
|  | Felis                                                              |
|  |                                                                    |

|  | Prionailurus, Otocolobus |
|  |                          |
|  | Felis                    |
|  |                          |

|  | Puma, Acinonyx                                                     |
|  |                                                                    |
|  | \| \| Prionailurus, Otocolobus \| \| \| \| \| \| Felis \| \| \| \| |
|  |                                                                    |
|  | Prionailurus, Otocolobus                                           |
|  |                                                                    |
|  | Felis                                                              |
|  |                                                                    |

|  | Prionailurus, Otocolobus |
|  |                          |
|  | Felis                    |
|  |                          |

|  | Puma, Acinonyx                                                     |
|  |                                                                    |
|  | \| \| Prionailurus, Otocolobus \| \| \| \| \| \| Felis \| \| \| \| |
|  |                                                                    |
|  | Prionailurus, Otocolobus                                           |
|  |                                                                    |
|  | Felis                                                              |
|  |                                                                    |

|  | Prionailurus, Otocolobus |
|  |                          |
|  | Felis                    |
|  |                          |

|  | Puma, Acinonyx                                                     |
|  |                                                                    |
|  | \| \| Prionailurus, Otocolobus \| \| \| \| \| \| Felis \| \| \| \| |
|  |                                                                    |
|  | Prionailurus, Otocolobus                                           |
|  |                                                                    |
|  | Felis                                                              |
|  |                                                                    |

|  | Prionailurus, Otocolobus |
|  |                          |
|  | Felis                    |
|  |                          |

|  | Puma, Acinonyx                                                     |
|  |                                                                    |
|  | \| \| Prionailurus, Otocolobus \| \| \| \| \| \| Felis \| \| \| \| |
|  |                                                                    |
|  | Prionailurus, Otocolobus                                           |
|  |                                                                    |
|  | Felis                                                              |
|  |                                                                    |

|  | Prionailurus, Otocolobus |
|  |                          |
|  | Felis                    |
|  |                          |

|  | Puma, Acinonyx                                                     |
|  |                                                                    |
|  | \| \| Prionailurus, Otocolobus \| \| \| \| \| \| Felis \| \| \| \| |
|  |                                                                    |
|  | Prionailurus, Otocolobus                                           |
|  |                                                                    |
|  | Felis                                                              |
|  |                                                                    |

|  | Prionailurus, Otocolobus |
|  |                          |
|  | Felis                    |
|  |                          |

|  | Puma, Acinonyx                                                     |
|  |                                                                    |
|  | \| \| Prionailurus, Otocolobus \| \| \| \| \| \| Felis \| \| \| \| |
|  |                                                                    |
|  | Prionailurus, Otocolobus                                           |
|  |                                                                    |
|  | Felis                                                              |
|  |                                                                    |

|  | Prionailurus, Otocolobus |
|  |                          |
|  | Felis                    |
|  |                          |

|  | Puma, Acinonyx                                                     |
|  |                                                                    |
|  | \| \| Prionailurus, Otocolobus \| \| \| \| \| \| Felis \| \| \| \| |
|  |                                                                    |
|  | Prionailurus, Otocolobus                                           |
|  |                                                                    |
|  | Felis                                                              |
|  |                                                                    |

|  | Prionailurus, Otocolobus |
|  |                          |
|  | Felis                    |
|  |                          |

|  | Puma, Acinonyx                                                     |
|  |                                                                    |
|  | \| \| Prionailurus, Otocolobus \| \| \| \| \| \| Felis \| \| \| \| |
|  |                                                                    |
|  | Prionailurus, Otocolobus                                           |
|  |                                                                    |
|  | Felis                                                              |
|  |                                                                    |

|  | Prionailurus, Otocolobus |
|  |                          |
|  | Felis                    |
|  |                          |

|  | Puma, Acinonyx                                                     |
|  |                                                                    |
|  | \| \| Prionailurus, Otocolobus \| \| \| \| \| \| Felis \| \| \| \| |
|  |                                                                    |
|  | Prionailurus, Otocolobus                                           |
|  |                                                                    |
|  | Felis                                                              |
|  |                                                                    |

|  | Prionailurus, Otocolobus |
|  |                          |
|  | Felis                    |
|  |                          |

|  | Puma, Acinonyx                                                     |
|  |                                                                    |
|  | \| \| Prionailurus, Otocolobus \| \| \| \| \| \| Felis \| \| \| \| |
|  |                                                                    |
|  | Prionailurus, Otocolobus                                           |
|  |                                                                    |
|  | Felis                                                              |
|  |                                                                    |

|  | Prionailurus, Otocolobus |
|  |                          |
|  | Felis                    |
|  |                          |

|  | Puma, Acinonyx                                                     |
|  |                                                                    |
|  | \| \| Prionailurus, Otocolobus \| \| \| \| \| \| Felis \| \| \| \| |
|  |                                                                    |
|  | Prionailurus, Otocolobus                                           |
|  |                                                                    |
|  | Felis                                                              |
|  |                                                                    |

|  | Prionailurus, Otocolobus |
|  |                          |
|  | Felis                    |
|  |                          |

|  | Lynx canadensis                                             |
|  |                                                             |
|  | \| \| Lynx lynx \| \| \| \| \| \| Lynx pardinus \| \| \| \| |
|  |                                                             |
|  | Lynx lynx                                                   |
|  |                                                             |
|  | Lynx pardinus                                               |
|  |                                                             |

|  | Lynx lynx     |
|  |               |
|  | Lynx pardinus |
|  |               |

|  | Lynx canadensis                                             |
|  |                                                             |
|  | \| \| Lynx lynx \| \| \| \| \| \| Lynx pardinus \| \| \| \| |
|  |                                                             |
|  | Lynx lynx                                                   |
|  |                                                             |
|  | Lynx pardinus                                               |
|  |                                                             |

|  | Lynx lynx     |
|  |               |
|  | Lynx pardinus |
|  |               |

|  | Lynx canadensis                                             |
|  |                                                             |
|  | \| \| Lynx lynx \| \| \| \| \| \| Lynx pardinus \| \| \| \| |
|  |                                                             |
|  | Lynx lynx                                                   |
|  |                                                             |
|  | Lynx pardinus                                               |
|  |                                                             |

|  | Lynx lynx     |
|  |               |
|  | Lynx pardinus |
|  |               |

|  | Lynx canadensis                                             |
|  |                                                             |
|  | \| \| Lynx lynx \| \| \| \| \| \| Lynx pardinus \| \| \| \| |
|  |                                                             |
|  | Lynx lynx                                                   |
|  |                                                             |
|  | Lynx pardinus                                               |
|  |                                                             |

|  | Lynx lynx     |
|  |               |
|  | Lynx pardinus |
|  |               |

## Características
El pelaje posee diferentes tonalidades según la especie y la subespecie de la que se trate. Los linces canadiense y euroasiático oscilan entre el pardo y el amarillento, desarrollando un pelaje más largo y grisáceo en invierno. El lince ibérico es de color pardo mientras que el lince rojo, como su nombre indica, posee un manto pardo-rojizo. Las cuatro especies poseen manchas y rayas cuya densidad varía según los individuos. La especie más grande es la euroasiática, que puede llegar a alcanzar los 30 kg de peso, y la más pequeña la ibérica, que raramente llega a los 20 kg.

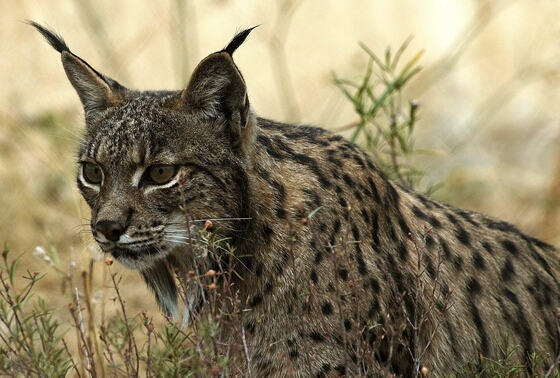
Lince ibérico (Lynx pardinus)
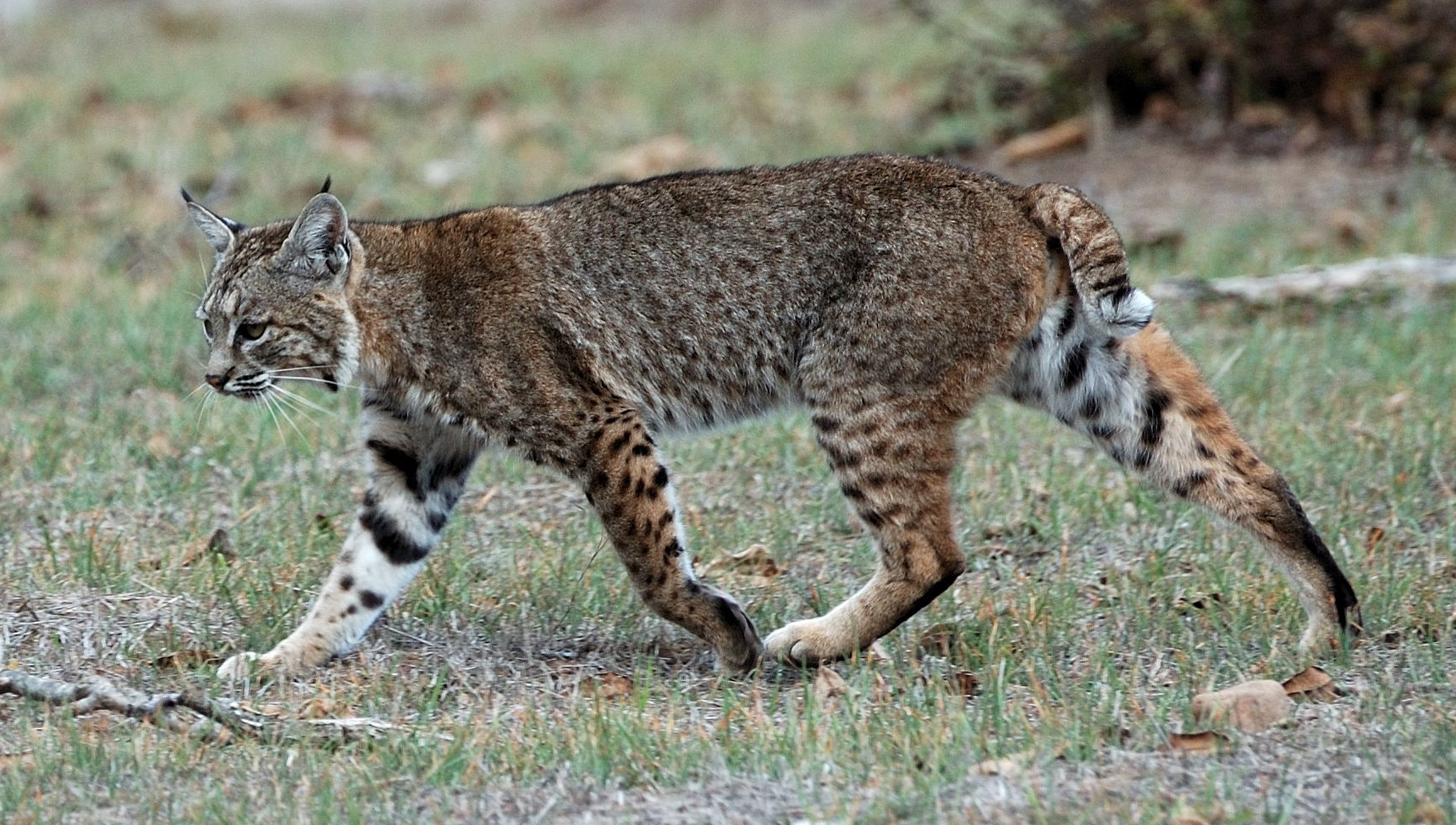
Lince rojo (Lynx rufus)
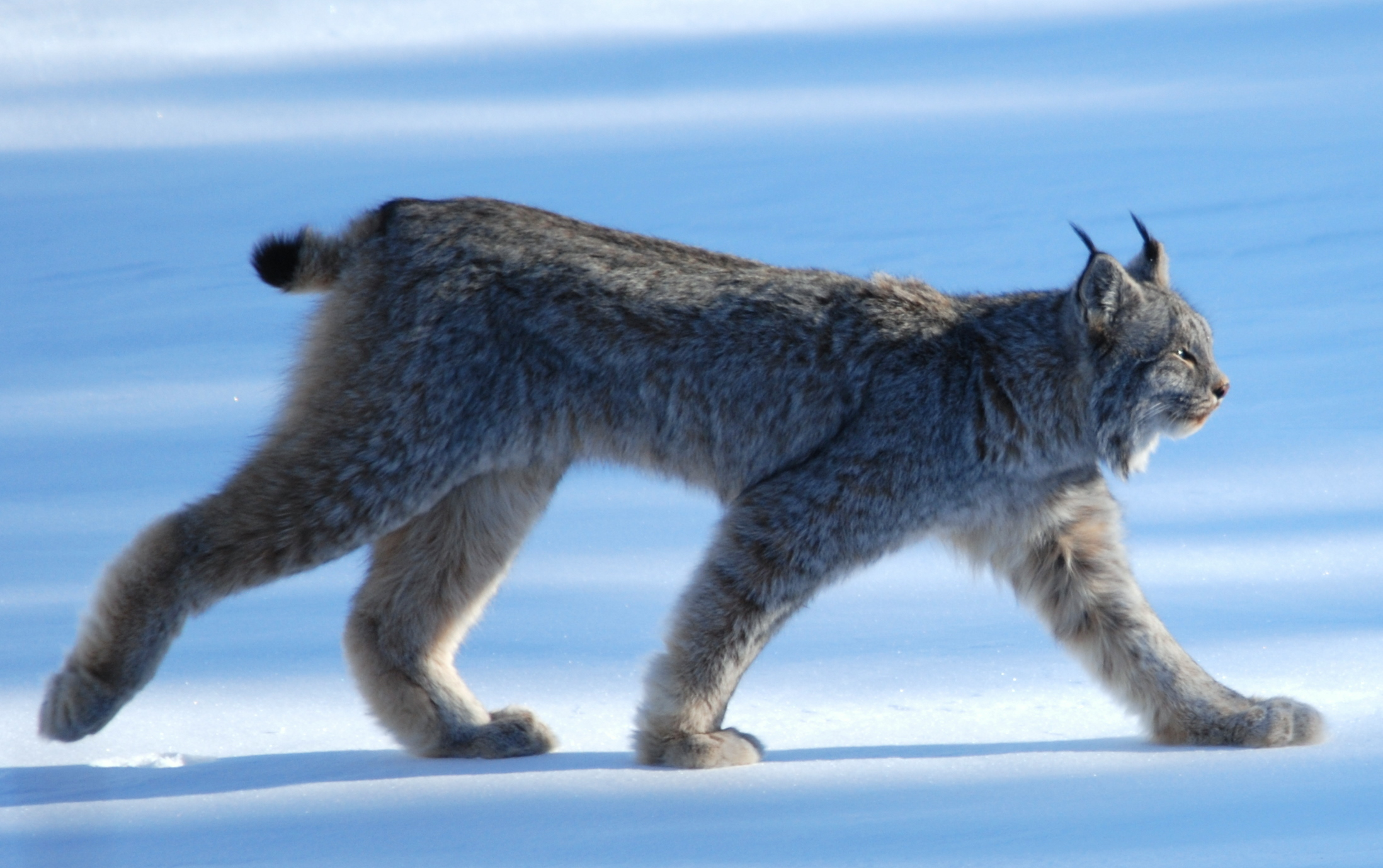
Lince canadiense (Lynx canadensis)
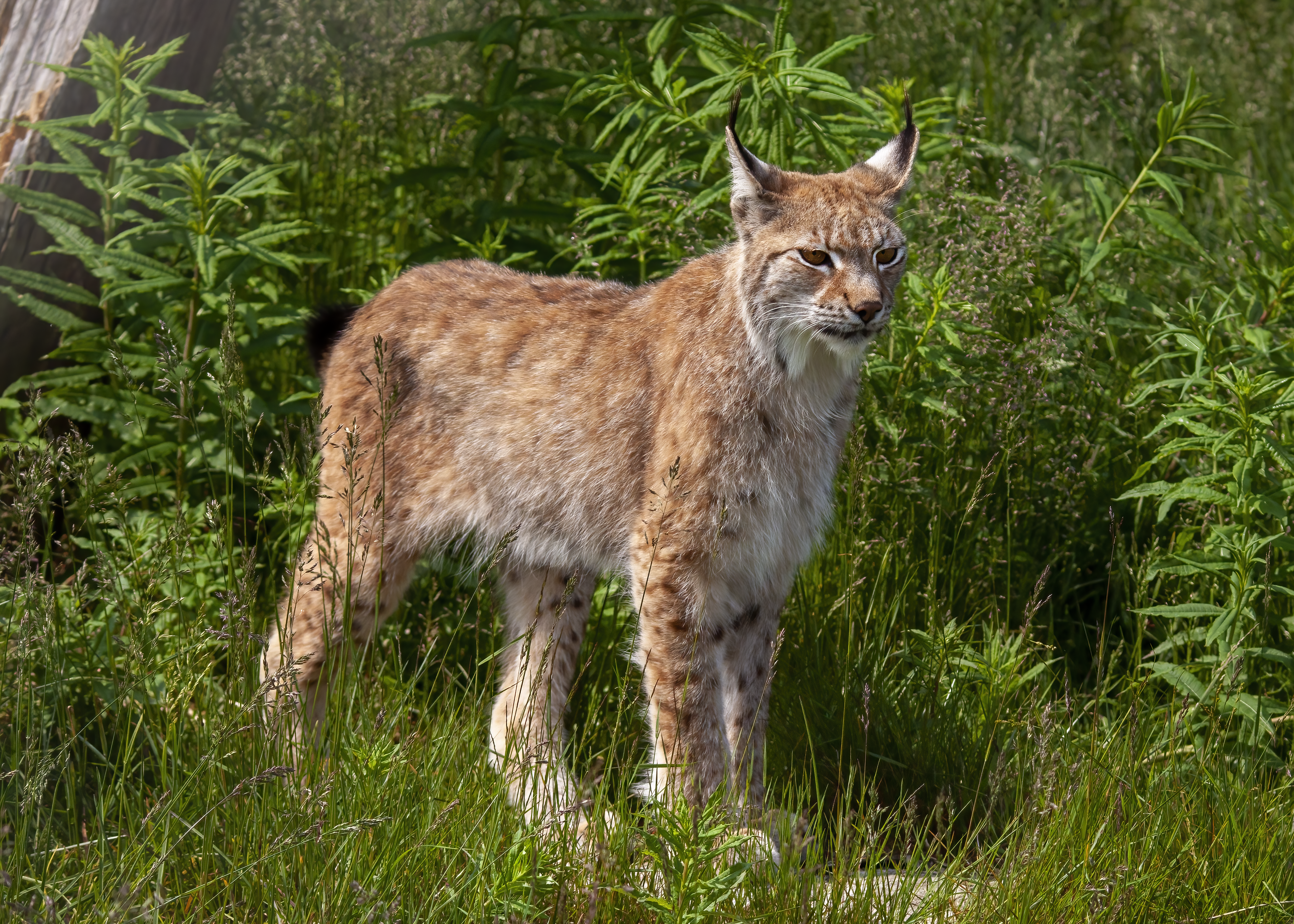
Lince boreal (Lynx lynx)

## Evolución
Según parecen indicar los estudios paleontológicos y genéticos los antecesores del grupo divergieron hace seis millones de años en regiones de América del Norte extendiéndose posteriormente por toda Eurasia. No está del todo clara la situación filogenética de las cuatro especies del género siendo una de las hipótesis más aceptada la que postula que el antepasado de las cuatro especies sería la especie extinta denominada Lynx issiodorensis descubierta por primera vez en China. Lynx rufus se habría separado tempranamente de la raíz del grupo mientras que las otras tres especies aparecieron hace 1.6 millones de años.

## Historia natural
Se trata de animales preferentemente forestales. El lince ibérico habita en bosques de tipo mediterráneo, mientras que el euroasiático y el canadiense alternan los de coníferas y hoja caduca. También pueden habitar en zonas más despejadas, como la tundra. El lince rojo es común tanto en bosques como en las grandes llanuras y áreas de matorral del centro y oeste de Norteamérica. Las presas más comunes son los lagomorfos y roedores de cierto tamaño, a las que se añaden de forma más ocasional aves y ungulados de pequeño tamaño, como corzos y crías de ciervos y muflones. Los pequeños carnívoros, entre los que se incluye el gato montés, tampoco escapan a su depredación. Estos felinos suelen ser muy solitarios, viven apartados. En cambio, cuando van a cazar o se desplazan, lo suelen hacer en grupos. Este animal además mata a sus presas asfixiándolas. Para las presas grandes, comprime su tráquea con su fuerte mandíbula. Para las pequeñas, por ejemplo roedores, les fractura la columna vertebral mediante un golpe violento con su pata.

## Estado de conservación

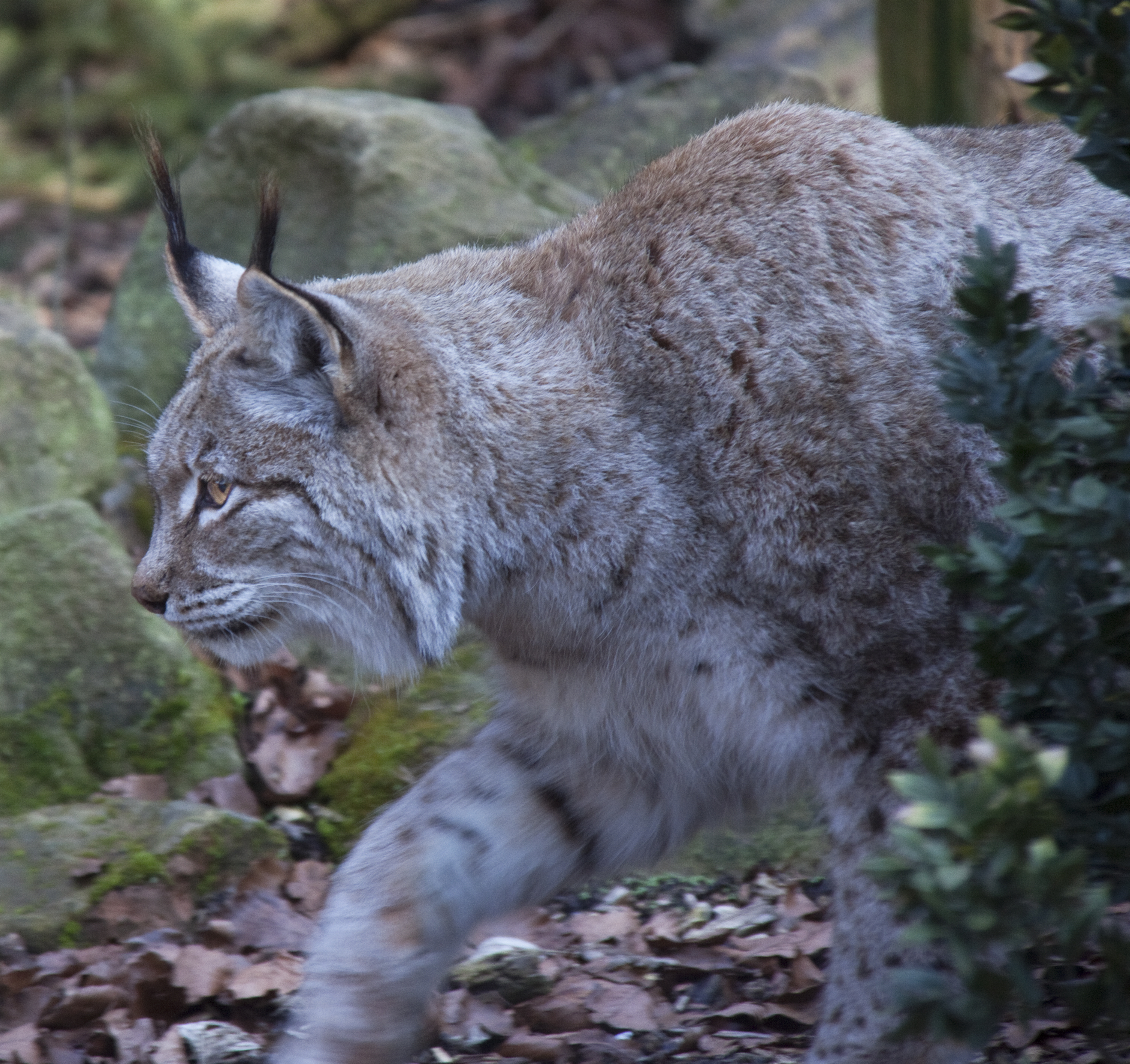
Lince al acecho

El estado en que se encuentra cada una de las cuatro especies de linces es enormemente variable. El lince rojo, el eurasiático y el canadiense presentan números bastante altos y distribuciones amplias, mientras que el lince ibérico, por el contrario, es el felino más amenazado del planeta y el único listado en la Categoría 1 de la Lista Roja de Especies de la IUCN. La población del lince ibérico se reduce a apenas mil cien ejemplares, repartidos en pequeñas áreas del suroeste de la península ibérica (en tiempos históricos llegaba a los Pirineos) entre las que destacan el Coto de Doñana y Sierra Morena. A pesar de los recientes éxitos del programa de cría en cautividad llevado a cabo en España, la especie todavía sigue en declive por culpa de los atropellos en las vías públicas, la destrucción de su hábitat y la escasez creciente de su base alimenticia, el conejo europeo, debida fundamentalmente a la mixomatosis. También se producen muertes cuando los animales quedan atrapados en trampas para conejos e incluso al ser cazados por furtivos aunque, por fortuna, esto último va remitiendo gracias a la cada vez más estrecha protección gubernamental.
El grado de amenaza de otras especies se torna desigual cuando se comparan subespecies o poblaciones entre sí. Así, por ejemplo, mientras que el lince eurasiático se considera abundante en términos relativos y las subespecies siberianas y de Extremo Oriente cuentan con miles de ejemplares, su presencia en Europa, Oriente Medio y el Himalaya se ha vuelto rara, hasta el punto de que ha desaparecido por completo de numerosas regiones. Las principales amenazas para este animal son la destrucción de su hábitat y la caza, tanto deportiva como para explotar comercialmente sus pieles. En la actualidad, prácticamente todos los países europeos, con escasas excepciones como Bielorrusia y Ucrania, han prohibido la caza de este animal o la han restringido de alguna manera. Así mismo, se ha logrado reintroducir la especie en Alemania, Austria y Francia con éxito.
Menos amenazados (y no incluidos en la Lista Roja bajo ninguna variante) son el lince del Canadá y el lince rojo. El primero es notablemente abundante en Canadá y algunas zonas de Estados Unidos, como Alaska, Montana, Idaho y Washington; sin embargo, la sobrecaza lo ha convertido en una rareza en otros estados como Utah, Minnesota y Nueva Inglaterra, razón por la cual recibe protección del gobierno estadounidense. El lince rojo, la especie más adaptable al impacto de la actividad humana, continúa siendo abundante en el sureste de Canadá y gran parte de Estados Unidos y México, incluso en aquellas zonas donde el lince canadiense no ha podido soportarla y se ha extinguido. Aun así, existen algunas regiones de la Costa Este y el Medio Oeste americano donde se ha documentado su desaparición a causa del reemplazamiento del medio natural por grandes extensiones de cultivo y polígonos industriales.

### Lista Roja de la UICN
- Lince ibérico
- Lince eurasiático

- Datos: Q677014
- Multimedia: Lynx / Q677014
- Especies: Lynx

1. ↑  El lince boreal es de tres a diez veces más grande que el gato montés.
2. ↑  Razas como el maine coon pueden ser seleccionadas para tener este tipo de cepillo.
3. ↑  No se trata de orejas.